# Pterinochilus murinus
Pterinochilus murinus là một loài nhện hoạt động về đêm thuộc họ Theraphosidae. Loài này được mô tả lần đầu vào năm 1897 bởi Reginald Innes Pocock. Loài nhện này sống ở Angola, Trung, Tây và Nam châu Phi.
Trong số những người nuôi các loài nhện tarantula làm cảnh, họ gọi pterinochilus murinus là "OBT", có nghĩa là "khỉ đầu chó màu cam" hoặc "vật cắn màu màu cam" và cũng như "pterror", một cách chơi chữ trên phân loại chi tiếng Latinh: Pterinochilus. Những biệt hiệu này đề cập đến một dạng màu cam đặc biệt của loài nhện này được đánh giá cao trong sở thích về vẻ đẹp và tính cách đối đầu của nó. 

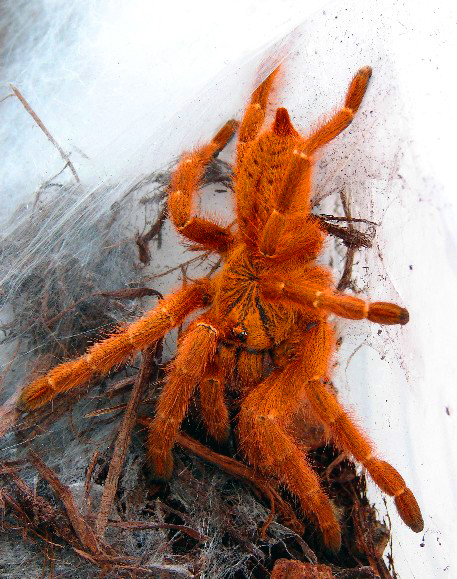
Một cá thể màu cam

Loài này cực kỳ hung hăng và, như với hầu hết các loài nhện thế giới cũ, không nên cầm nắm chúng. Các vết cắn của loài này, trong khi không nghiêm trọng, nhưng cực kỳ đau đớn. Hơn nữa, loài này sẵn sàng gây ra một vết cắn như vậy trước khi phô diễn sự đe dọa điển hình. Cần lưu ý khi cầm nắm loài nhện này.